# Campeonato Ecuatoriano de Fútbol 1960
In 1960 werd het tweede seizoen gespeeld van de Campeonato Ecuatoriano, de hoogste voetbalklasse van Ecuador. Barcelona werd kampioen. Enrique Cantos was met acht treffers topscorer. Hij nam de helft van de productie van kampioen Barcelona voor zijn rekening.

## Eindstand
| №  | Club            | WG | W | G | V | DV | DT | +/– | Punten |
| -- | --------------- | -- | - | - | - | -- | -- | --- | ------ |
|    | Barcelona       | 8  | 6 | 1 | 1 | 16 | 4  | +12 | 13     |
| 2º | Emelec          | 8  | 5 | 1 | 2 | 23 | 17 | +6  | 11     |
| 3º | Patria          | 8  | 4 | 2 | 2 | 19 | 14 | +5  | 10     |
| 4º | Deportivo Quito | 8  | 4 | 1 | 3 | 13 | 12 | +1  | 9      |
| 5º | Everest         | 8  | 4 | 1 | 3 | 15 | 16 | –1  | 9      |
| 6º | Liga de Quito   | 8  | 2 | 2 | 4 | 13 | 21 | –8  | 6      |
| 7º | Macara          | 8  | 1 | 1 | 6 | 13 | 20 | –7  | 3      |
| 8º | España          | 8  | 1 | 1 | 6 | 12 | 20 | –8  | 3      |

## Topscorer
| Speler           | Speler         | Goals | Club      |
| ---------------- | -------------- | ----- | --------- |
| Vlag van Ecuador | Enrique Cantos | 8     | Barcelona |

1957 · 1958 · 1959 · 1960 · 1961 · 1962 · 1963 · 1964 · 1965 · 1966 · 1967 · 1968 · 1969 · 1970 · 1971 · 1972 · 1973 · 1974 · 1975 · 1976 · 1977 · 1978 · 1979 · 1980 · 1981 · 1982 · 1983 · 1984 · 1985 · 1986 · 1987 · 1988 · 1989 · 1990 · 1991 · 1992 · 1993 · 1994 · 1995 · 1996 · 1997 · 1998 · 1999 · 2000 · 2001 · 2002 · 2003 · 2004 · 2005 · 2006 · 2007 · 2008 · 2009 · 2010 · 2011 ·  2012 · 2013 · 2014 · 2015 · 2016 · 2017 · 2018 · 2019 · 2020 · 2021